# Soriano nel Cimino
Soriano nel Cimino település Olaszországban, Viterbo megyében. Lakosainak száma 7954 fő (2023. január 1.). Soriano nel Cimino Bassano in Teverina, Canepina, Vallerano, Vasanello, Vignanello, Viterbo, Vitorchiano és Bomarzo községekkel határos.
Soriano nel Cimino egy 8106 lakosú olasz település (2019. december 31-én) Viterbo tartományban, Tuscia történelmi régiójában. Rómától 74 km-re északnyugatra, Viterbótól pedig 18 km-re keletre található.

## Földrajza
Soriano nel Cimino városa a Monti Cimini lejtőjén, a kialudt Cimino vulkán kráterperemén fekszik. Az itt található krátertó (Vico-tó) fürdőstrandjaival népszerű helyi terület. A város a Comunità Montana dei Cimini tagja.

## Története
A mai város helyén egykor a rómaiak által elpusztított Surrina Vetus nevű etruszk város állt. Később, körülbelül 1000-től a hely egy bencés apátsághoz tartozott. A 11. századtól a Guastapane, Pandolfi, Orsini, Colonna és végül a 18. századtól Sorino a római Albani nemesi családok birtokában volt. 1848-ban az itt található vár és a város is a Szentszék kezére került.
Egykori bencés apátsága helyére a domb tetején 1278-tól Giovanni Gaetano Orsini, a későbbi III. Miklós pápa építtetett várat, e körül alakult ki a középkori faluközpont.

## Nevezetességek

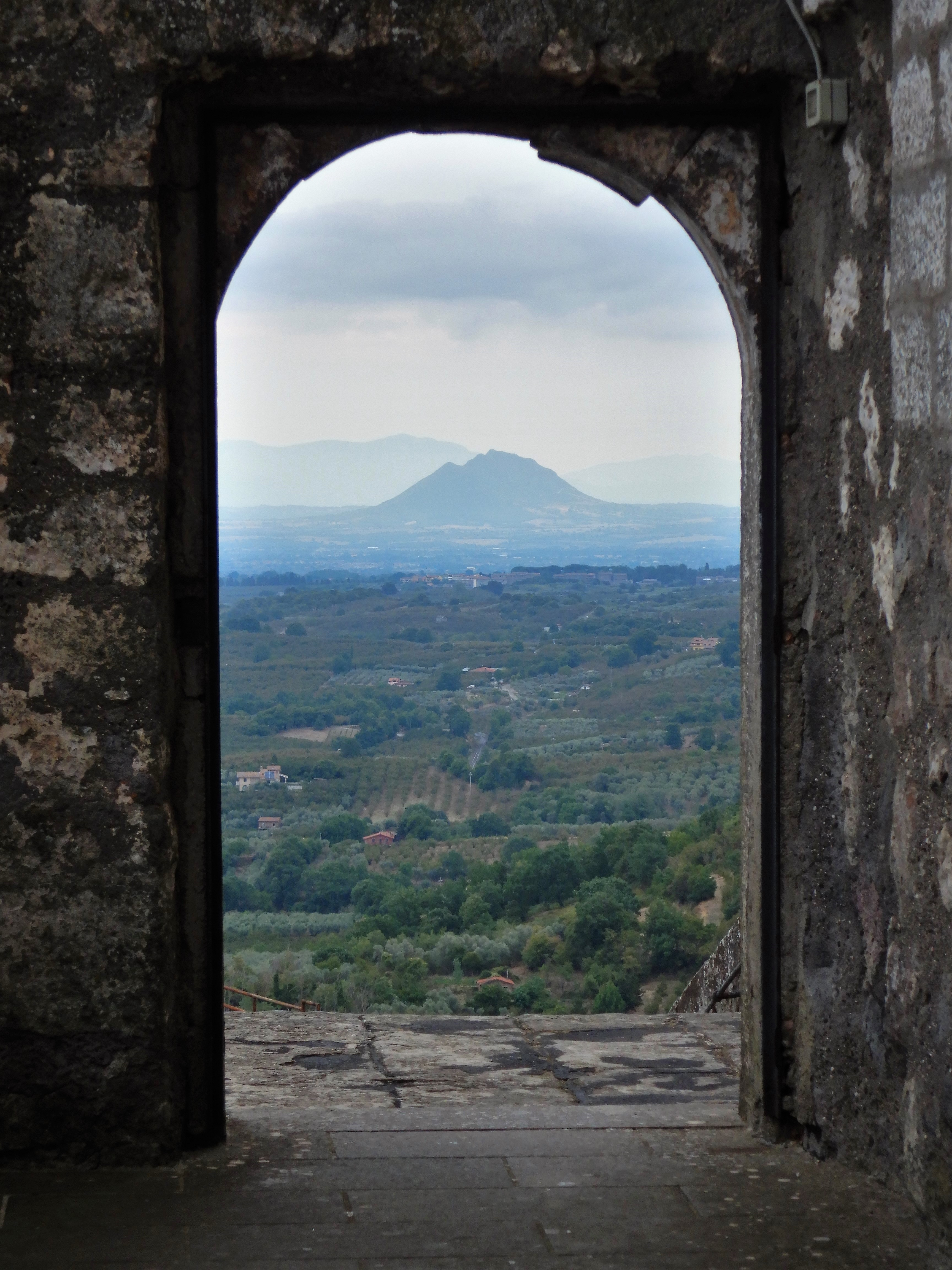
Kilátás a Castello Orsini nevű várból

- Castello Orsini nevű vára: a 13. században III. Miklós pápa építtette. (született Giovanni Gaetano Orsini).

- Palazzo Chigi-Albani: 1561-ben Ottaviano Schiratti építette Cristoforo Madruzzo bíboros számára, reneszánsz stílusban.

- Fontana Papacqua: A szökőkutat Giacomo Barozzi da Vignola tervezte 1562-ben, mely a Palazzo Chigi-Albani teraszán található. A szökőkút a négy évszak allegóriáiból áll. Különös érdeklődésre tartanak számot a szökőkút erotikus szimbolikájú figurái, mint például a kecskék és a szatírok.

- San Giorgio templom - román stílusban épült és a 11. századból származik.

- San Nicola di Bari katedrális 1794-ben építette Giulio Camporese építész, neoklasszicista stílusban.

- Soriano közelében, a Monte Cimino-n a gesztenyeerdőben egy rendkívüli szikla található, amelyet Idősebb Plinius azért írt le, mert hatalmas súlya ellenére mozgatható.

## Galéria

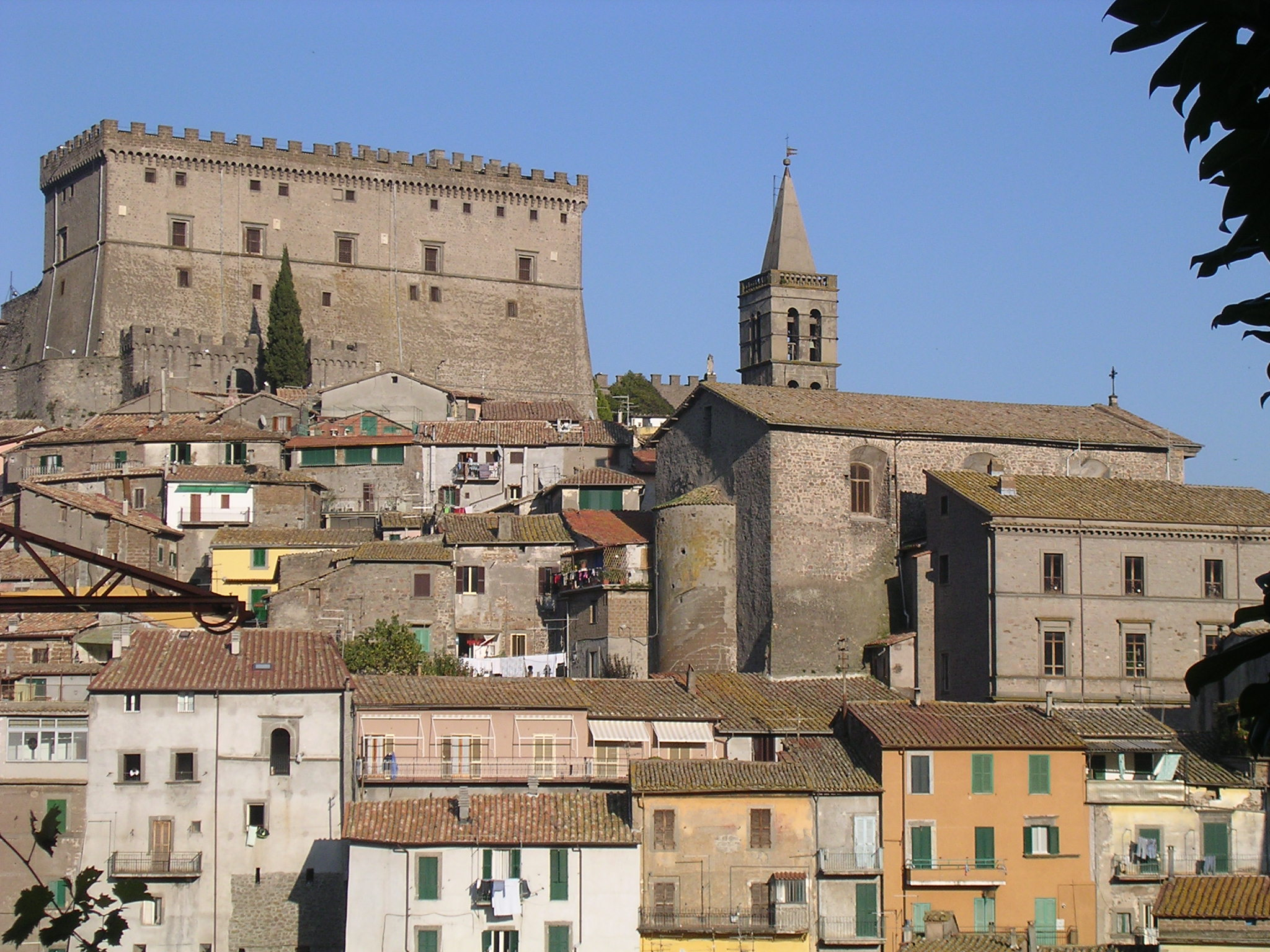
látkép, háttérben a várral
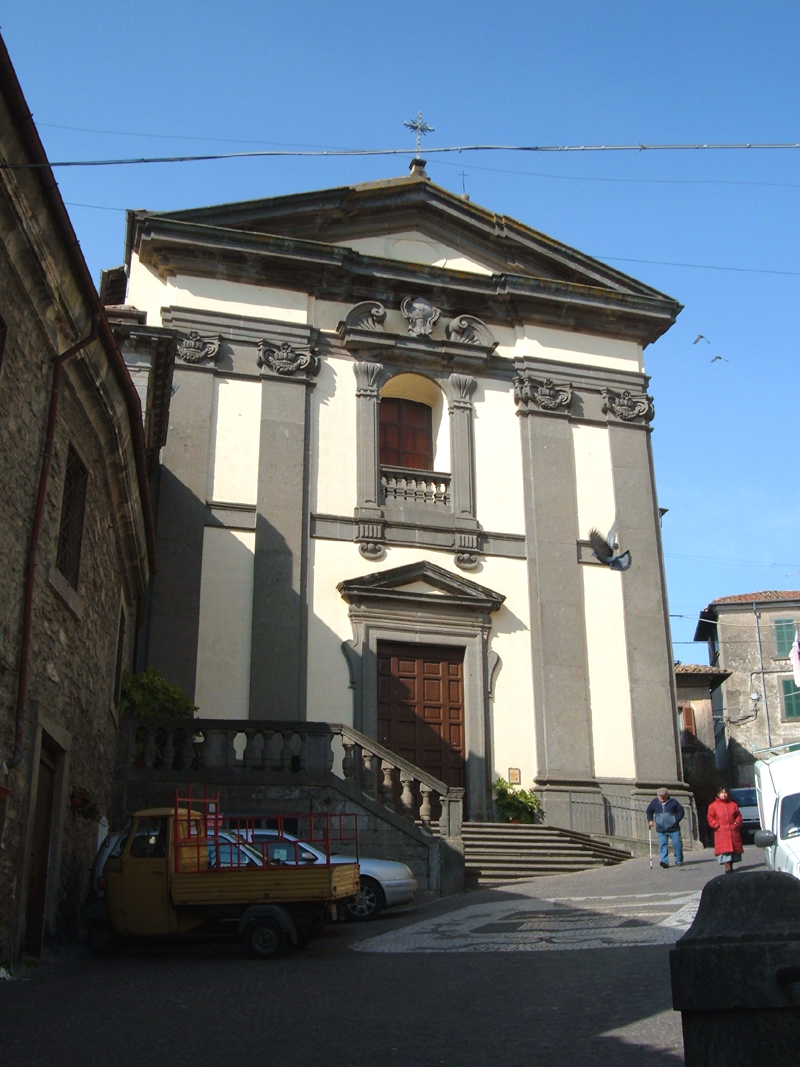
Sant'Eutizio templom
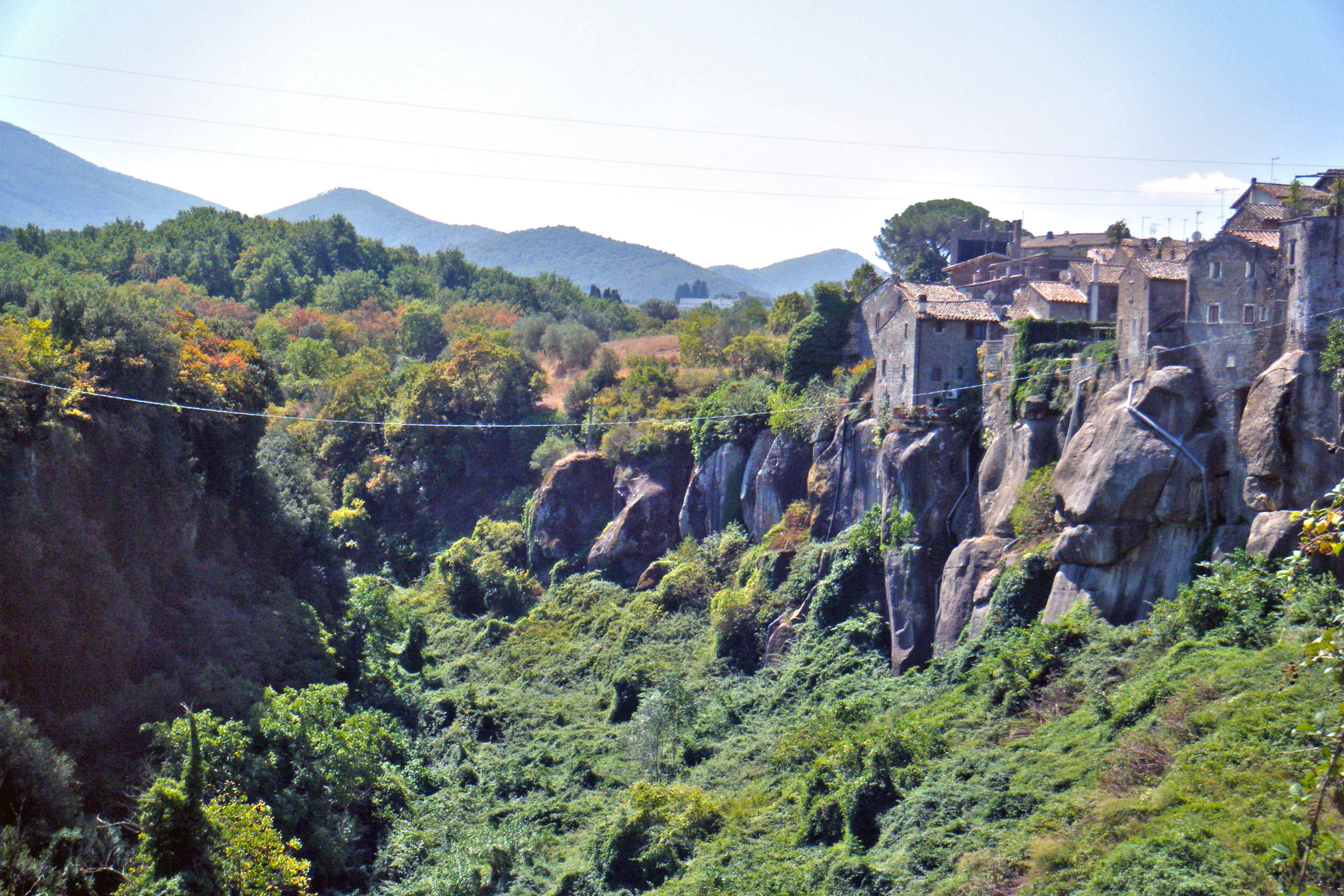
A város látképe
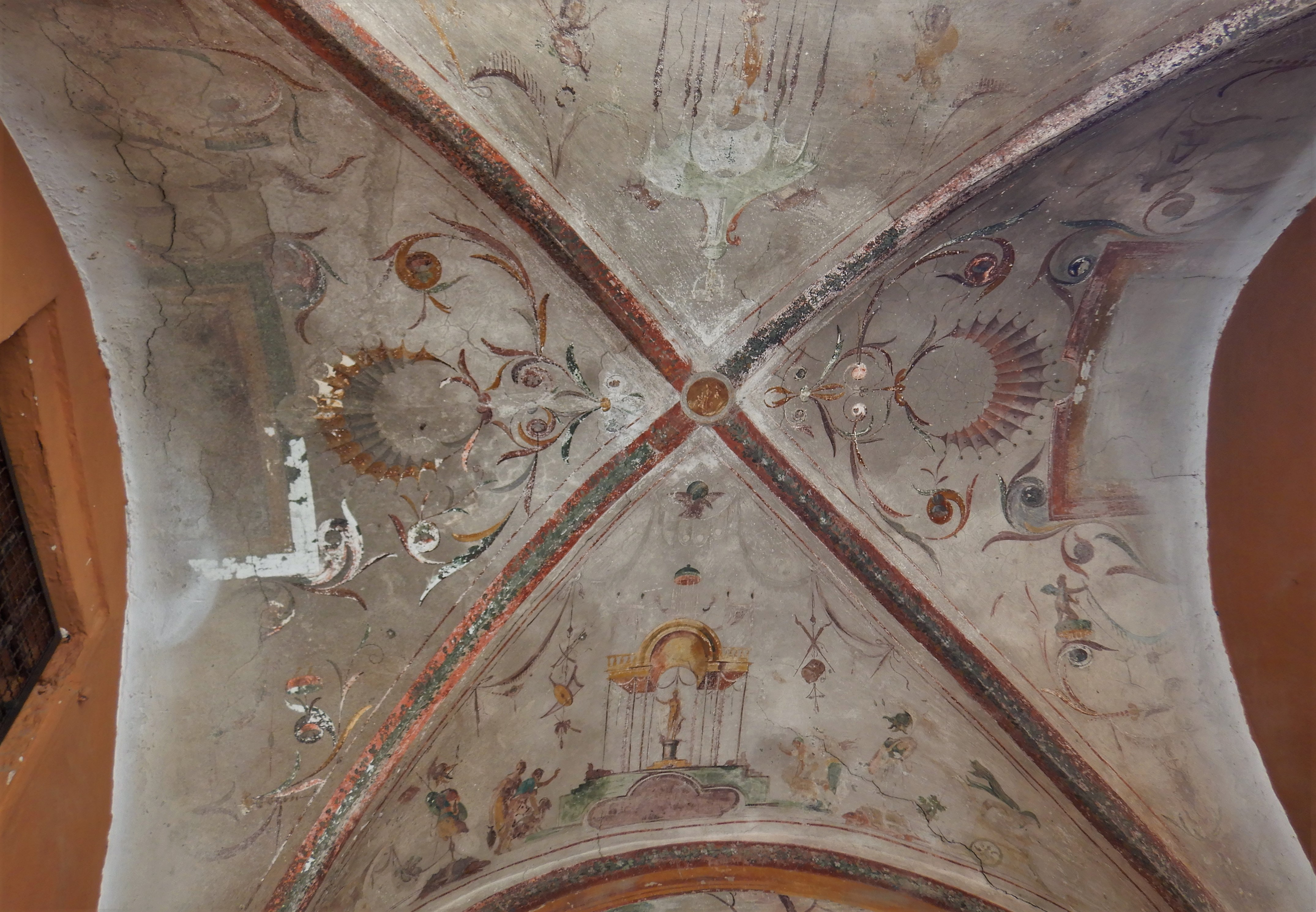
régi díszítés
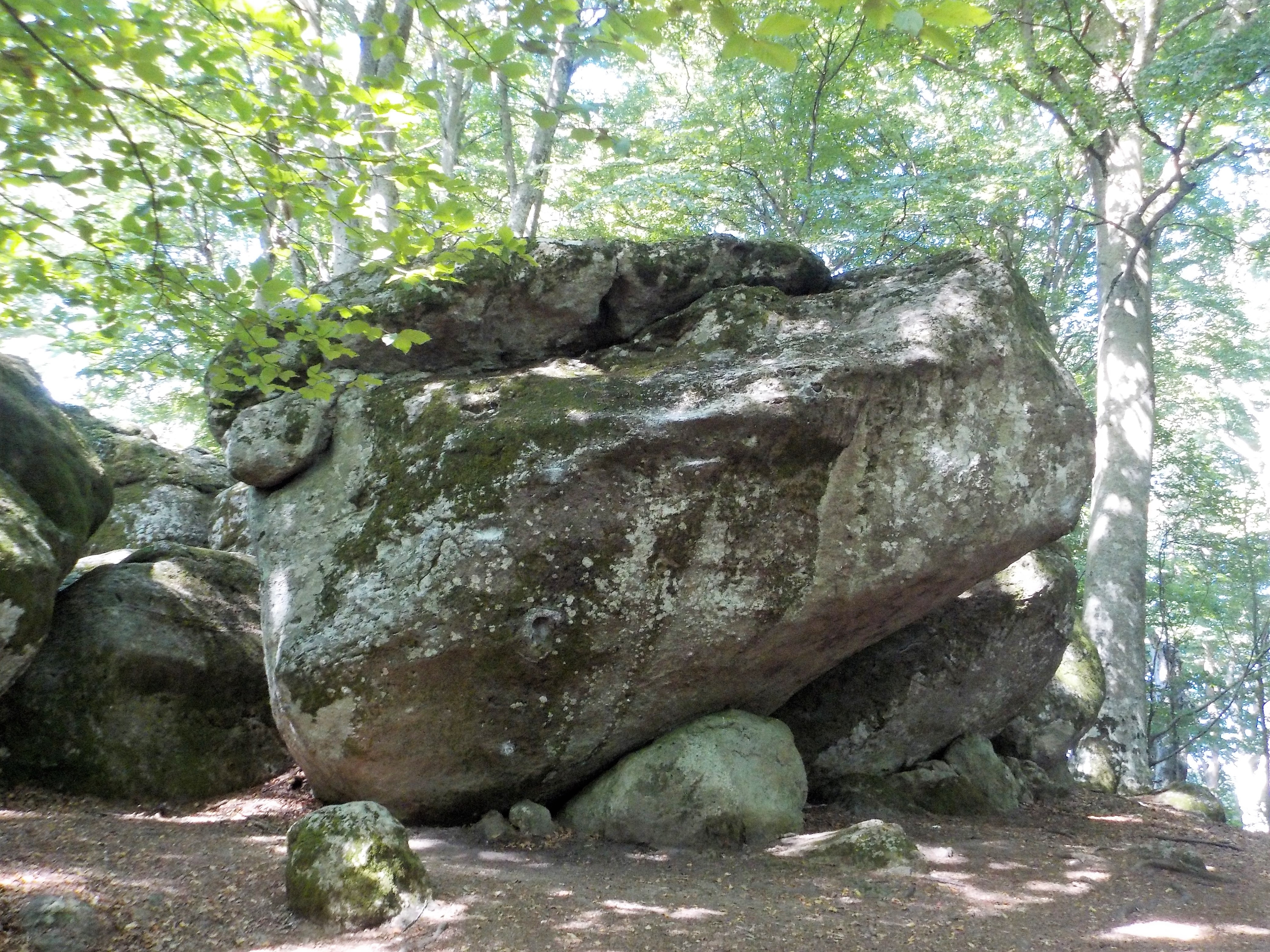
trachit sziklák a Monte Ciminot körülvevő ősi bükkerdőben

## Kultúra
- Minden év július 15. és augusztus 15. között jazz fesztivált rendeznek itt, "Tuscia in Jazz" címmel.

- Évente október első és második hétvégéjén kerül megrendezésre itt a gesztenyefesztivál, melyre a "Sagra delle Castagne"-n kerül sor Sorianóban. A történelmi jelmezes felvonulás után a helyi körzetek olyan szakágakban versenyeznek, mint a ringlovaglás és az íjászat.

## Híres személyek
- Francesco Cherubini (1865–1934), érsek és a Szentszék diplomatája
- Serafino Cretoni (1833–1909), a Kúria bíborosa
- Ernesto Monaci (1844–1918), romanista és középkori művész

## Népesség
A település népessége az elmúlt években az alábbi módon változott:
| Lakosok száma | 8361 | 8290 | 7954 |
|               | 2017 | 2018 | 2023 |